# Chen Chien-jen

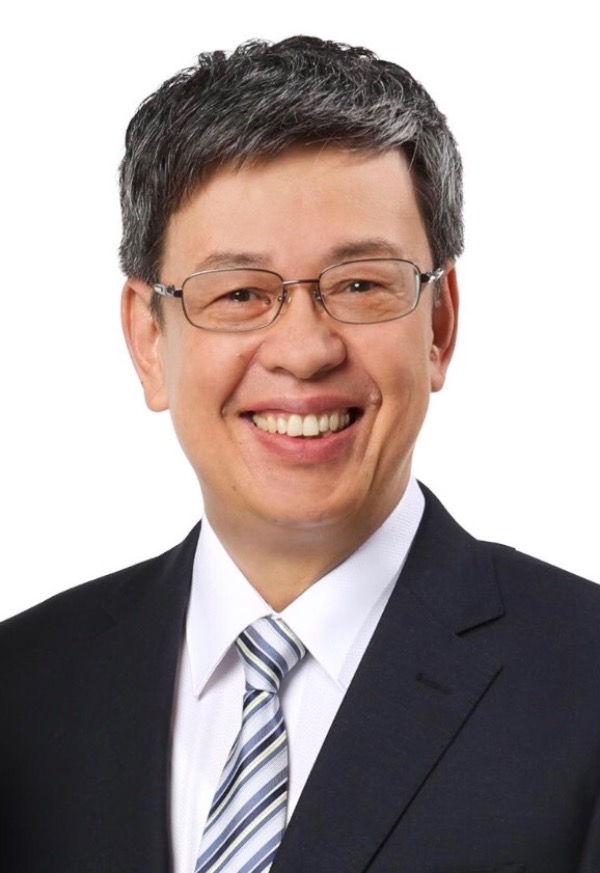
Chen Chien-jen

Chen Chien-jen (chinesisch 陳建仁, Pinyin Chén Jiànrén; * 6. Juni 1951 in Chishan, heute Stadtteil von Kaohsiung) ist ein Epidemiologe und war vom 31. Januar 2023 bis zum 20. Mai 2024 Ministerpräsident der Republik China auf Taiwan. Vom 20. Mai 2016 bis zum 20. Mai 2020 war er Vizepräsident der Republik China auf Taiwan.

## Lebenslauf
Chen wurde in eine römisch-katholische Familie auf Taiwan geboren und wuchs dort auf. Er studierte an der Nationaluniversität Taiwan in Taipeh und erreichte dort die Abschlüsse eines B.Sc. (1973) und Master of Public Health (1977). Anschließend erwarb er 1982 den Doktorgrad (Sc.D.) in Epidemiologie und Humangenetik an der Johns Hopkins University in Baltimore, USA. Danach arbeitete er als Dozent und später Professor an der Nationaluniversität Taiwan. Seit 2011 ist er Vizepräsident der Academia Sinica. Er ist auch ein Mitglied des Kuratoriums der Katholischen Fu-Jen-Universität und war seit dem 23. Juli 2020 Robert J. Ronald Chair Professor an der Fu-Jen-Universität.
Wissenschaftlich beschäftigte sich Chen mit Themen aus dem Bereich der molekularen und Umwelt-Epidemiologie, unter anderem der Epidemiologie von chronischen Arsenvergiftungen und der Epidemiologie von Tumorviren und der durch diese verursachten Erkrankungen (z. B. Hepatitis B). Chen ist Autor mehrerer wissenschaftlicher Bücher und Autor oder Coautor von mehreren hundert wissenschaftlichen Publikationen. Für seine wissenschaftlichen Arbeiten erhielt er verschiedene Auszeichnungen. 2010 wurde er zum Ritter des päpstlichen Gregoriusordens ernannt. Seit 2013 ist er Ritter vom Heiligen Grab zu Jerusalem. Er ist Mitglied, korrespondierendes Mitglied oder Ehrenmitglied verschiedener wissenschaftlicher Gesellschaften.
Eine größere Bekanntheit erlangte er durch seine Rolle beim Ausbruch der SARS-Epidemie 2003, die er als einer der führenden taiwanischen Epidemiologen und als Gesundheitsminister der taiwanischen Regierung begleitete. Obwohl Taiwan unmittelbar von der Epidemie betroffen war, hatte es Schwierigkeiten, die Ressourcen der Weltgesundheitsorganisation (diagnostische Tests, epidemiologische Daten etc.) zu nutzen, da es nicht Mitglied der Vereinten Nationen war. Dies wurde damals von Chen und anderen taiwanischen Public-Health-Experten kritisiert. Trotz der politischen Isolation arbeiteten taiwanische Wissenschaftler, darunter Chen, erfolgreich in internationalen Kooperationen zur Erforschung von SARS mit. Es gelang auch, die SARS-Epidemie in Taiwan zu begrenzen, so dass es dort nur zu 37 Todesfällen kam.

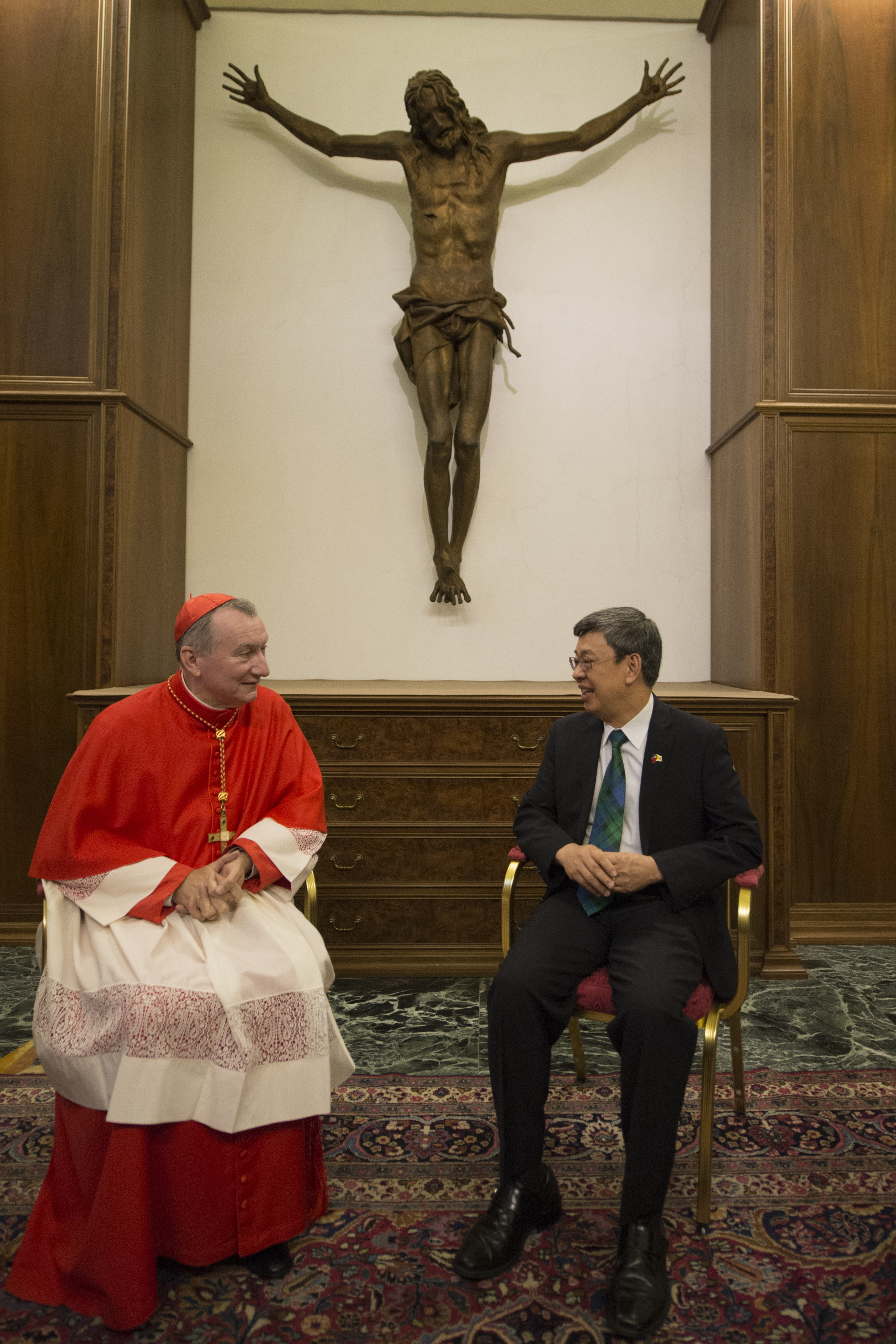
Vizepräsident Chen zu Besuch im Vatikan 2016 zusammen mit Kardinalstaatssekretär Pietro Parolin

Am 16. November 2015 gab die Spitzenkandidatin der Demokratischen Fortschrittspartei (DPP) Tsai Ing-wen bekannt, dass Chen Chien-jen ihr Running Mate und Kandidat für das Amt des Vizepräsidenten bei der kommenden Präsidentenwahl in der Republik China am 16. Januar 2016 sein werde. Die Nominierung des angesehenen Wissenschaftlers Chen gab der DPP-Präsidentschaftskandidatin Tsai Ing-wen einen Popularitätsschub in den Wahlumfragen. Nach seiner Nominierung zum Vizepräsidentschaftskandidaten wurden Plagiats-Vorwürfe gegen Chen aus den Reihen der politischen Gegner erhoben. Die Vorwürfe betrafen eine wissenschaftliche Publikation Chens aus dem Jahr 2007 in der Zeitschrift Cancer und wurden sowohl von Chen als auch von Tsai als unbegründet zurückgewiesen bzw. als „politische Schmutzkampagne“ abqualifiziert. Nach dem Gewinn der Präsidentschaftswahl durch Tsai Ing-wen wurde Chien-jen am 20. Mai 2016 in sein Amt als Vizepräsident eingeführt. 2017 wurde Chen in die National Academy of Sciences gewählt. Bei der Präsidentenwahl 2020 trat er nicht mehr als Kandidat an und schied am 20. Mai 2020 aus dem Amt des Vizepräsidenten.
Im Februar 2022 schloss sich Chen der DPP an, nachdem er zuvor parteilos gewesen war.
Chen wurde am 27. Januar 2023 von Taiwans Präsidentin Tsai Ing-wen zum Ministerpräsidenten ernannt. Er folgte auf Su Tseng-chang, der am 17. Januar 2023 seine Rücktrittsabsicht erklärt hatte. Am 31. Januar 2023 trat Chen das Amt als Ministerpräsident an.

## Ehrungen
Am 6. Juni 2020 wurde Chen die Ehrendoktorwürde der Sun-Yat-sen-Nationaluniversität verliehen. Am 30. Juli 2021 berief ihn Papst Franziskus zum Mitglied der Päpstlichen Akademie der Wissenschaften.